# 권철신
권철신(權哲身, 1736년 ~ 1801년 4월 4일(음력 2월 22일))은 성호 이익의 문하생으로 조선후기 성호학파의 학자, 세례명 암브로시오, 순교한 천주교인이다. 이승훈의 영향으로 천주교 신자가 되었으며 1777년 경기도 양주에서 정약용, 이벽 등 남인(南人)의 실학자들과 함께 서양의 학문 및 천주학에 대한 연구회에서 활동하였다. 1801년 순조 1년 신유박해 때 이가환, 이승훈, 강완숙, 중국인 신부인 주문모 등과 같이 투옥되었는데 66세라는 노령에 고문을 당한 끝에 옥사하였다. 천주교 전교 활동을 활발하게 하다가 신해박해때 사망한 권일신의 형이다.

## 생애

### 어린 시절
본관은 안동(安東). 자는 기명(旣明), 호는 녹암(鹿庵), 고조부는 대군사부(大君師傅) 권적(權蹟), 증조부는 승지 권흠(權歆)이고, 할아버지는 진사 권돈(權敦)이며, 아버지는 권암(權巖)이다. 증조부때 갑술옥사로 인해 관직을 잃고 낙향하여 양근 땅에서 살았다. 집안은 기호 남인(畿湖南人)에 속하였고 남인 집안과 혼인관계를 맺었다. 몰락한 양반가문에 태어나 일찍이 과거를 포기하였다. 권철신은 부친에게서 학문을 익혔고 천주학에 빠지기 전에는 일반 양반가 선비들처럼 유학을 탐구하여 24세 때 성호 이익(李瀷)의 문하에 들어가 수학하였다.
그는 기호 남인계 학자들과 교류하면서 점차 성호학파의 거유가 되었다. 그의 학문 형성에 영향을 준 인물로는 이병휴, 안정복, 윤동규, 홍유한 등이 있지만 특히 이병휴의 영향이 컸다. 권철신 역시 제자를 많이 양성하였다. 그의 제자로는 홍낙민, 이승훈, 정약전, 정약용, 이윤하, 이벽, 윤유일 등이 있다. 권철신의 학문은 현실 사회와 경제적 개혁의 의지를 담고 있는 것으로 평가된다. 정통주자학을 비판, 양명학(陽明學)에 깊은 관심을 보이기도 하였다. 특히 선학들의 학문 방법에 구애되지 않고 자유로운 경전 해석을 하여 유학의 한계를 극복해 갔다.

### 천주학 강습회
당시 조선에는 한문으로 번역된 서양학문 서적들이 중국으로부터 많이 들어와 학인들의 지적 호기심을 자극하고 있었다. 서양학문에도 관심이 많았던 권철신은 중국에 전해진 서양의 철학, 수학, 종교 등을 연구하였다. 또한 서양의 학문과 천주교를 연구하는 모임인 서학 교리 연구회를 열어 활동하였다. 모임은 관가에 발각되는 것을 피해서 외딴 절간에서 이루어졌다. 1777년과 1779년에 경기 양주 앵자산에 있는 주어사와 천진암을 오가며 개최한 강습회에는 이벽, 정약용, 정약진, 권일신, 이가환, 이기양, 이승훈 등 남인계열 실학자들이 참여하였다.
이들은 마테오 리치의 저서 《천주실의》를 비롯한 천주학 서적을 학습하며 천주(天主)의 존재, 인생의 기본문제 등에 관한 연구도 하였다. 천주교를 서양문물이나 서양학문의 일종으로 여기며 보유론(補儒論)적인 관점에서 학습을 하다가 천주교의 진리를 조금씩이나마 깨닫고 실천학으로 받아들이기도 하였다. 그러나 이들은 자료 부족으로 항상 연구의 한계를 절감하며 아쉬워했다. 그런던중 1783년(정조 7년) 이승훈의 부친이 사절단의 일원으로 북경에 가게 되었다는 소식을 접한 이들은 이승훈에게 사절단에 동행하도록 설득했다. 여비를 모아 주며 교리를 자세히 살피고 천주교 서적을 많이 구해 올 것을 부탁했다.

### 천주교 입교
중국에 갔던 이승훈은 세례를 받은 후 많은 천주학 서적을 구해서 1784년에 귀국하였다. 이후 이승훈은 서울 명동에서 '명례방공동체'라는 신앙모임를 운영하며 전교에 힘썼다. 이때 이승훈에게 세례를 받고 천주교인이 된 이벽은 권철신과 같은 학덕이 높은 학자를 포섭하여 천주교의 기반을 굳힐 생각을 품게 된다. 이에 1784년 9월(음) 먼저 양근에 사는 권씨 가문을 찾아가 입교를 권고하였다. 셋째인 권일신(權日身)은 즉시 입교하였고 맏이인 권철신은 처음에는 좀 주저했으나 결국 입교하여 이벽으로부터 세례를 받았다. 그 후 동생 권일신은 열렬한 전도자가 되었으나 권철신은 직접 전도하지는 않았고 또 천주교 일에도 적극적으로 관여하지 않았다. 그는 늘 집에서 학문과 종교생활에 전념하였다.

### 신유박해
1785년 명례방 사건이 있고 이 여파로 1788년 천주교가 사학으로 규정된 후 서적 유통 금령이 내려졌다. 이후 1791년에 윤지충의 폐제분주(廢祭焚主)로 신해박해가 발생하고 1795년에는 주문모 신부의 밀입국 여파로 인한 을묘박해가 일어난다. 이때마다 천주교 반대파들은 통문(通文)으로, 때로는 상소로 그를 천주교 두목으로 몰아갔으나 정조(正祖)의 비호로 화를 면하였다. 1799년에도 대사간 신헌조에 의하여 정약종과 함께 천주교인으로 피소되었지만, 정조는 오히려 신헌조의 품계를 박탈하면서 서학 사건을 거론하지 못하게 하였으며 이에 다시금 화를 면할 수 있었다.
신해박해(1791년) 때 동생 권일신을 비롯한 많은 교우들이 순교했지만, 적극적으로 전교하지 않았고 학문과 교리를 통하여 조용히 신앙 생활을 했기 때문에 박해를 피할 수 있었던 것으로 보인다. 그러나 동생 권일신이 귀양지로 이동중에 장독으로 죽은 후 슬픔에 빠져 문을 닫아걸고 10여 년 동안 집 밖을 나가지 않았다고 한다. 정조가 사망하고 이어 1801년(순조 1년) 노론벽파에 의해 신유박해가 일어나자 권철신도 이가환, 정약용 등 저명한 남인 학자들과 같이 잡혀 국문(鞠問)을 받았다. 정약종·홍낙민·이승훈·홍교만·최필공·최관천 등과 같이 사형을 언도받았다.

### 사망
사형 집행에 앞서 1801년 2월 22일(음) 66세로 옥중에서 장독으로 죽었다. 《두산백과사전》과 《한민족문화 대백과사전》에서는 배교않고 순교했다고 기록하고 있으나 천주교 대교구에서 운영하는 'Good News' 온라인판 카톨릭 사전에는 국문중 배교하였다고 적고 있다. 아울러 "클로드샤를 달레는 그의 저서 《조선교회사》를 통해서 권철신을 순교자로 보고 있으나 그것은 황사영의 백서(帛書)를 근거로 한 때문인 것 같다. 그러나 황사영 자신의 말과 같이 2월 15일(음) 이전 사건에 관한 기록은 믿을 만한 것이 못 된다." 고 밝히고 있다. 이덕일은 자신의 저서 《정약용과 그의 형제들 1》에서 권철신과 이가환은 옥사한 후 그 시신이 길거리에 버려졌다고 하였다.

### 유산
성호 이익(李瀷)의 제자로 남인학파의 연장자이며 지도자로서 가족들과 함께 천주교에 입교, 신앙을 지키다가 순교한 서학파(西學派)의 대가로 손꼽힌다. 저서로 동학이자 선배였던 홍유한(洪有漢)에 대한 『추도문』·『시칭(詩稱)』 2권·『대학설(大學說)』 1권 등이 있다. 또한 홍유한과 교유한 여러 통의 친필 편지가 남아 있다.

## 가족
- 동생 : 권일신(權日新)

## 같이 보기
- 이가환
- 이벽
- 권일신
- 신유박해
- 주문모
- 강완숙
- 권상연
- 윤지충
- 김건순
- 주어사지